# آل‌گیم
ال‌گیمز (به انگلیسی: Allgame) یک وب‌گاه بازی‌های رایانه‌ای است که از سال ۱۹۹۸ فعالیت خود را آغاز کرد. این وب‌گاه به نقد و بررسی بازی‌های رایانه‌ای، کنسول‌های بازی ویدئویی، امتیازدهی به بازی‌ها و سایر موارد مرتبط با نقد و بررسی بازی‌های رایانه‌ای، به شکلی تخصصی و تفکیکی می‌پردازد.
مؤسس این وب‌گاه، شرکت All Media Guide است که وب‌گاه‌های مشابه و با موضوعات مخلفی را نیز راه‌اندازی کرده‌است. Allmusic و Allmovie از آن جمله هستند.
در حال حاضر دامنهٔ Allgame.com دیگر پشتیبانی و به روزرسانی نمی‌شود.